# Ptah
Ptah az ókori egyiptomi vallás egyik legfőbb és egyik legősibb, egyúttal egyik legnagyobb tiszteletben tartott istene. Memphisz főistene, a memphiszi teológia szerint világteremtő isten. A világ teremtőjének tartott istenséget később a kézművesség istenévé is avatták. Azon istenek közé tartozik, akiknek nincs állati alakjuk, akit mindig emberi alakban ábrázoltak.
Kék, fejre simuló sapkában álló múmiaként szokás ábrázolni, kezében összefogott dzsed-oszloppal, uasz-jogarral, ankhhal – a három szimbólumot időnként egyetlen jogarrá kombinálták össze a későbbi korokban. Alakját időnként könnyű összetéveszteni Honszuval, ám Ptah nem visel más fejdíszt, míg Honszut gyermektinccsel és néha Thotéhoz hasonló holdas fejdísszel szokták ábrázolni. Triászának ő a főalakja, felesége Szahmet, a félelmetes, kettős természetű, oroszlánfejű istennő, fiuk a lótuszkoronás Nofertum.
Ptah tisztelete legalábbis egyidős Memphisszel és az egyesített birodalommal. Még a város egyik nevében is megtalálható: Hut-ka-Ptah jelentése: „Ptah lelkének háza”. Első ábrázolása egy I. dinasztia idejéből való kőedényen került elő – Flinders Petrie Tarkhan mellett találta, Memphisztől délre. Ez a déli irány szinte szimbolikus is lehetne, ugyanis Ptah memphiszi temploma a város falától délre állt – innen ered Ptah egyik állandó jelzője, a „falától délre levő”. Ptahot a kézművesek és művészetek isteneként is tisztelték, ennek jeléül főpapja a „nagy, a kézművesek vezetője” címet viselte. Ezért az ókori görögök Ptahot azonosították Héphaisztosz (az istenek kovácsa) alakjával. Kultusza térben és időben egyaránt elterjedt volt a Két Országban a Középbirodalom korától a Későkorig.
Tisztelete mindig nagy súlyt kapott. Szokarisz, a memphiszi nekropolisz oltalmazója (kinek emlékét Szakkara a nevében is őrzi) egy idő után beleolvadt alakjába, majd Ozirisszel került szorosabb összefüggésbe, többek között az Ápisz-bikák kapcsán. Ennek ellenére elkerülte a teljes azonosítást – ebben is a ritka kivételek közé tartozik.

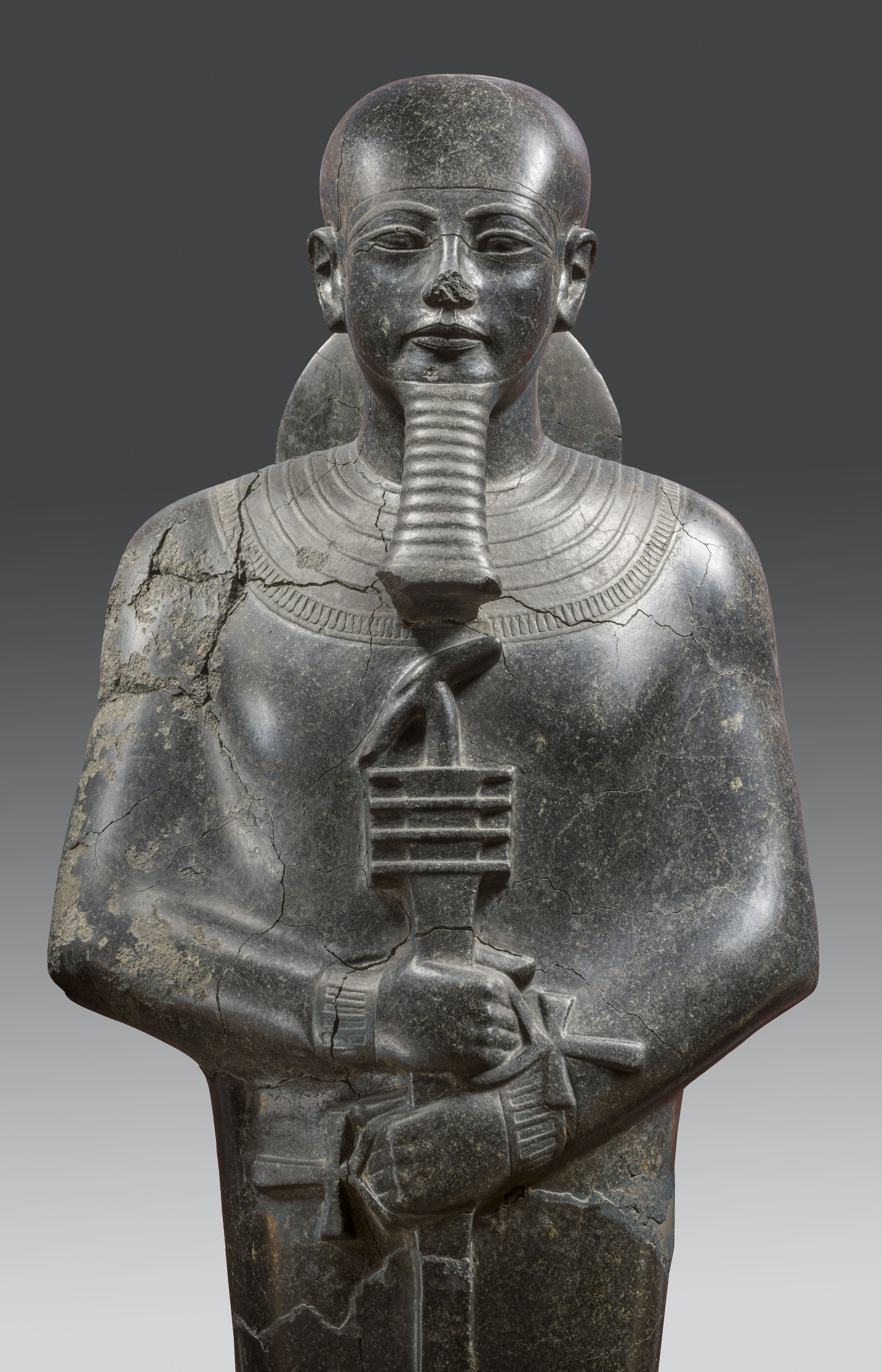
Ptah isten szobra (Egyiptomi Múzeum, Torino)

Magának a Memphiszi Teológiának fennmaradása is érdekes történet. Szövege szerint egy ősrégi, féregrágta papiruszon találták Sabaka fáraó idején, és, hogy a pusztulástól megóvják, kőbe vésték. (Megmaradt töredéke a British Museumban található.) Ezzel a férgek dolgát jócskán megnehezítették, de korunk kutatóiét is. Nem lehet tudni ugyanis, hogy a régi korokat nagyra becsülő, a régi iratok nyelvét jól ismerő és ügyesen utánzó időszakban nem csak a nagyobb nyomaték kedvéért hivatkoztak-e az óbirodalmi ősökre, mint az gyakori volt ebben a korban.
Ptah és a Memphiszi Teológia érdekes ellentmondásban áll Atummal és a hozzá kapcsolódó teremtésmítosszal. (Teremtésmítoszokban ugyanis az egyiptomiak nem szenvedtek hiányt!) A teremtő aktus Ptahnál pusztán szellemi, míg Atumnál az anyag az elsődleges. Atum önnemzéssel teremtette a világot, Ptah viszont a gondolat és a szó erejével. Az egyiptomi felfogás szerint a „valóság” létrehozásához az kellett, hogy a szív kigondolja és a száj kimondja azt, ami megvalósul. Az első ahhoz, hogy, mint idea megjelenhessen, a második azért, hogy az idea valósággá válhasson. (Ez az eszme visszacseng a mai ezoterikus gondolkodásban is!) Ptah a teremtéskor – az egyiptomiak úgy hívják: az első alkalom – nem csak a világot hozta létre, hanem az isteneket és azok alakját, szentélyeit, rituáléit is:
„Ptah elégedett volt, minekután megteremtett minden dolgot és minden isteni szót. Megalkotta az isteneket, létrehozta a városokat, kijelölte Ő a kerületeket (nomoszokat). Elhelyezte az isteneket szentélyeikbe, elrendelte áldozataikat, szentélyeiket megalapítván. Olyanná tette a testüket, hogy szívük elégedett legyen.”
(Kákosy László fordítása)
Az anyag és a szellem világnézete áll itt szemben egymással! Szembenállásuk azonban megmaradt a hitvita szintjén, nem vont magával tényleges összeütközést, vallásháborút.
A szó, a név teremtő erejének egyiptomi mítosza nem egyedülálló elképzelés az ókorban. Az akkád (babiloni) teremtés-eposz, az Enúma elis kezdete is erre utal:
„Midőn fönt az ég nevetlen,
S alant a föld szintazonképp;
(…)
Nem volt szárazföld se, víz se,
s egyike sem az isteneknek,
név nélkül szunnyadott a sors is”. 
(Rákos Sándor fordítása)